# Maria Weißenstein

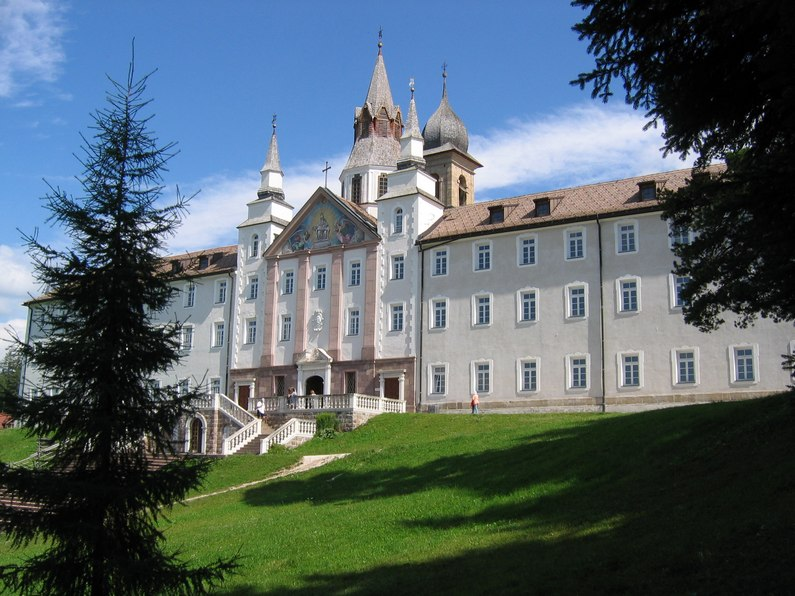
Das Kloster und die Wallfahrtskirche in Maria Weißenstein

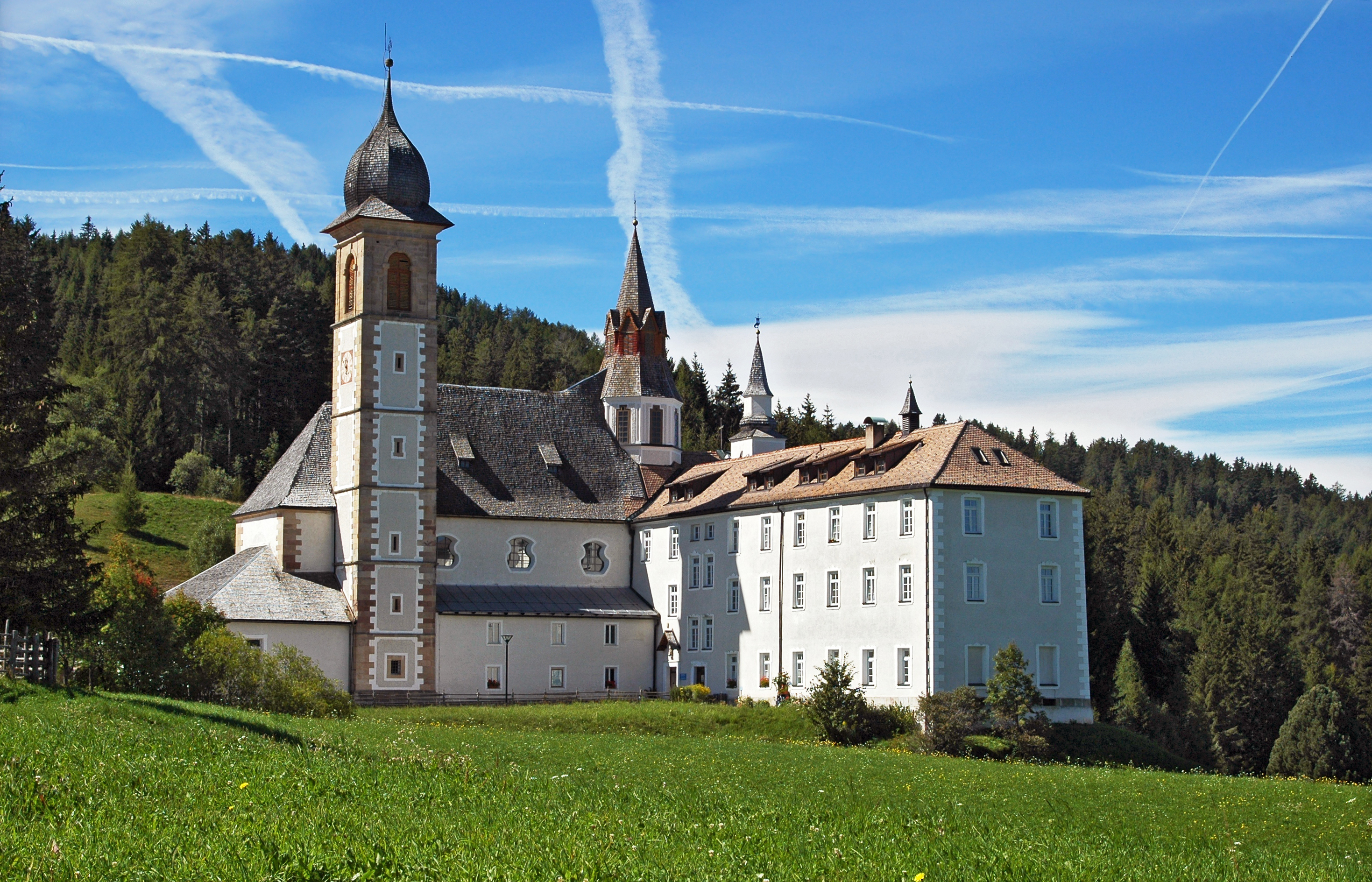
Ansicht von Osten

Maria Weißenstein (italienisch Pietralba) ist ein Wallfahrtsort in Südtirol. Er liegt südöstlich von Bozen auf 1520 m Höhe auf dem Regglberg in der Nähe von Petersberg, einer Fraktion von Deutschnofen. In Maria Weißenstein befindet sich ein Servitenkloster mit der angeschlossenen Wallfahrtskirche Unsere Liebe Frau.

## Geschichte
Die Anfänge von Maria Weißenstein gehen auf 1553 zurück, als der Überlieferung nach Maria dem Bergbauern Leonhard Weißensteiner erschien. Als Dank baute er eine Kapelle, in der man um Hilfe beten konnte.
Diese Ursprungskapelle wurde sehr schnell zum Wallfahrtsort für zahlreiche Pilger.

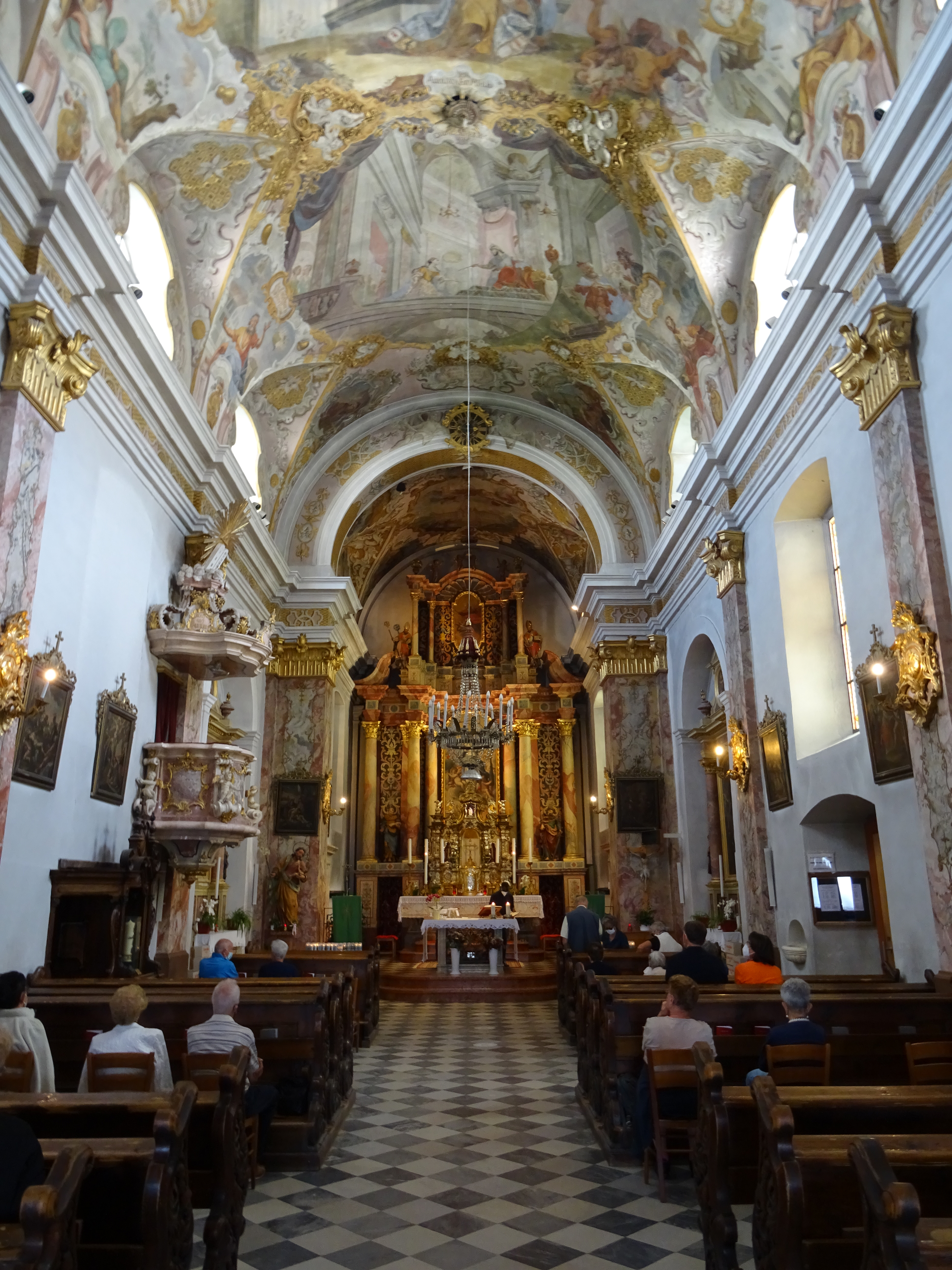
Innenraum der Kirche

1673 wurde ein erster barocker Kirchenbau von Giovanni Battista Delai aufgeführt, der von 1719 bis 1722 vom Innsbrucker Architekten Johann Martin Gumpp und seinem Kollegen Augustin Maria Abfalterer umgebaut wurde. Die Deckengemälde wurden 1753 von Joseph Adam Mölckh angefertigt.
Aufgrund der Verordnungen Kaiser Josephs II. wurde Kloster Weißenstein aufgehoben, die drei Türme abgerissen und sämtliches Inventar versteigert. Erst 1800 wurde mit dem Wiederaufbau begonnen.
Am 24. August 1885 wurde das Bild der Schmerzhaften Mutter Gottes, die Leonhard Weißensteiner in seiner Kapelle aufbewahrt hatte, in einer Zeremonie mit über 130 Priestern und 15.000 Gläubigen vom damaligen Bischof von Trient, Giovanni Giacomo della Bona, neu gekrönt. Heute bewohnen Patres des Servitenordens das Kloster und betreuen eine Herberge.
1985 erhielt die Kirche durch Papst Johannes Paul II. den Titel einer Basilica minor verliehen, im Juli 1988 wurde das Kloster Weißenstein vom Papst besucht.

## Orgel
Die Orgel wurde 1900 von Orgelbauer Franz Reinisch (heute Orgelbau Pirchner) mit 14 Registern auf zwei Manualen und Pedal gebaut. Das Instrument besitzt Kegelladen. Besonders erwähnenswert ist die mechanische Spieltraktur und die pneumatische Registertraktur. Klanglich orientiert sich das Instrument am Tiroler Orgelbau des 19. Jahrhunderts und weist deutliche Ähnlichkeiten zur Orgel von St. Pauli Bekehrung in St. Pauls auf. Im Jahre 2010 wurde das Instrument von der Firma Orgelbau Kaufmann aus Deutschnofen restauriert.
| I Hauptwerk C–f3 |       |
| Bourdun (ab Fis) | 16′   |
| Principal        | 08′   |
| Gamba            | 08′   |
| Flauto amabile   | 08′   |
| Octave           | 04′   |
| Traversflöte     | 04′   |
| Cornett-Mixtur V | 2 ⁄3′ |

| II Unterwerk C–f3 |    |
| Geigen-Principal  | 8′ |
| Dolce             | 8′ |
| Lieblich Gedeckt  | 8′ |
| Fugara            | 4′ |

| Pedal C–c1 |     |
| Subbass    | 16′ |
| Violonbass | 16′ |
| Octavbass  | 08′ |

- Koppeln: II/I, I/P, II/P
- Spielhilfen: feste Kombinationen  p, mf, f, Tutti